# Gustaf Troedsson

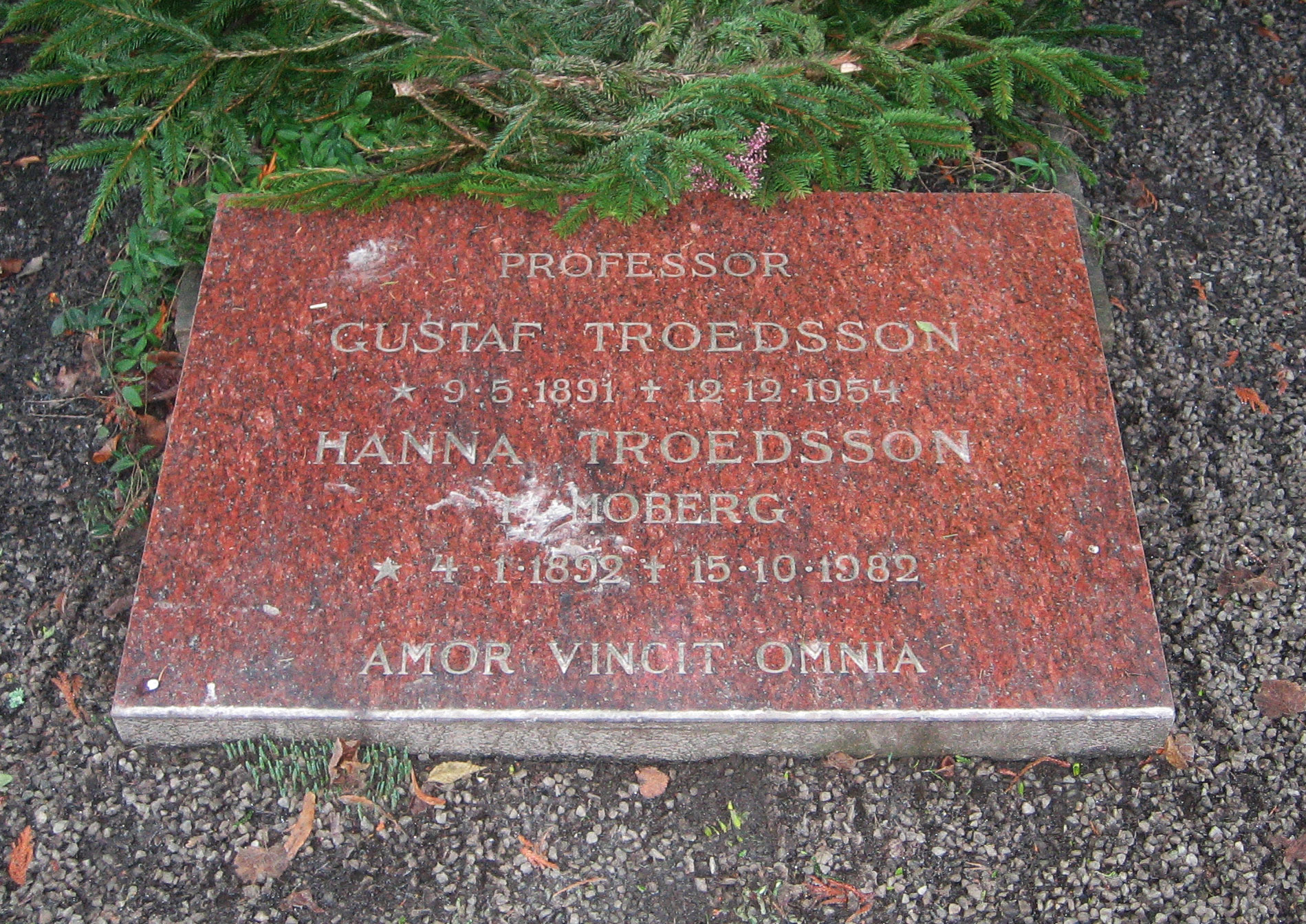
Gustaf Troedssons grav på Norra kyrkogården i Lund.

Gustaf Timoteus Troedsson, född 9 maj 1891 i Kulleröd, Norra Åkarps församling, Kristianstads län, död 12 december 1954 i Lund, var en svensk geolog och paleontolog.

## Biografi
Gustaf Troedsson var son till Troed Troedsson och Johanna Nilsson. Troedsson avlade studentexamen i Lund 1909 och blev därefter filosofie kandidat 1912, filosofie magister 1914, filosofie licentiat 1916 och disputerade för filosofie doktorsgraden i geologi 1918 på avhandlingen Om Skånes brachiopodskiffer, allt vid Lunds universitet, där han även blev docent 1919. Han var tillförordnad professor i geologi vid Stockholms högskola 1924-29 och blev lektor i biologi och geografi vid Högre allmänna läroverket i Helsingborg 1929, lektor i geografi och biologi med hälsolära vid Högre allmänna läroverket på Kungsholmen i Stockholm 1933, docent i geologi vid Stockholms högskola 1933. Han tilldelades professors namn 1943 och blev professor i geologi, särskilt historisk geologi, vid Lunds universitet 1950.
Troedssons forskning berör främst dels äldre paleozoikums fossil, stratigrafi och geografi, dels södra Sveriges mesozoiska bildningar ur liknande aspekter. Han behandlade ordoviciska faunor från Grönland (1926-28) och kambro-ordoviciska fossil från Centralasien (1937). Han visade särskilt intresse för bläckfiskar. 
Bland hans arbeten om mesozoikum märks undersökningar över krokodilfynd i Skånes yngsta krita (1923-24) samt över Kågeröds- och rät-liasbildningarna i nordvästra Skåne (främst efter 1929). Han forskning på sistnämnda område sammanfattas i Höganäs Series of Sweden (1951). Han medverkade i tredje upplagan av Wilhelm Ramsays "Geologins grunder" (1931). Han var utgivare av Geologiska föreningens i Stockholm förhandlingar 1938-47.  
Troedsson blev ledamot av Fysiografiska sällskapet i Lund 1950 och Vetenskapsakademien 1951. Han var gift med Hanna Troedsson (1892-1982), dotter till Johan Christian Moberg och Carin Andersson, samt far till Tryggve Troedsson.. Troedsson ligger begravd på Norra kyrkogården i Lund.